# تشارلز وليامز (لاعب كرة قدم أسترالية)
تشارلز وليامز (بالإنجليزية: Charles Williams)‏ هو لاعب كرة قدم أسترالية أسترالي، ولد في 22 يناير 1881، وتوفي في 14 نوفمبر 1969.

## وصلات خارجية
- تشارلز وليامز على موقع AustralianFootball.com (الإنجليزية)
- تشارلز وليامز على موقع AFLtables.com (الإنجليزية)